# Wesna (Ort)
Wesna (ukrainisch und russisch Весна) ist ein Dorf in der ukrainischen Oblast Donezk mit etwa 80 Einwohnern.

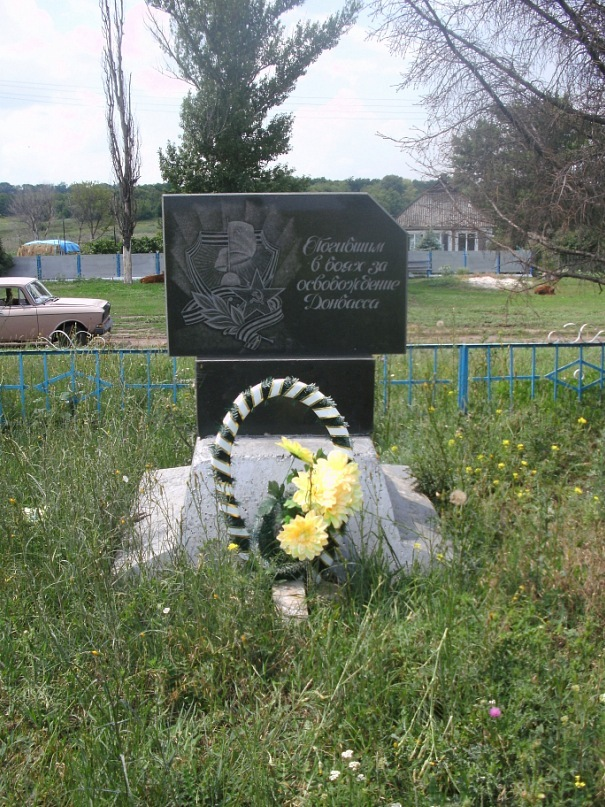
Denkmal im Ort

Das Dorf wurde 1823 von schwarzmeerdeutschen Siedlern (28 Familien) aus dem westpreußischen Marienburg im Regierungsbezirk Danzig als Teil der Planer Kolonien als Eichwald (auch Kolonie Nr. 15) gegründet. Wesna liegt im Rajon Dobropillja am Fluss Wodjana (Водяна).
Der deutsche Ortsname wurde 1917 auf Swjatotrojizka (Святотроїцька) geändert, von 1923 bis zum 4. Februar 2016 hatte es dann den Namen Uryzke (Урицьке) bzw. russisch Urizkoje (Урицкое), dieser wurde im Zuge der Dekommunisierungsgesetze der Ukraine auf den derzeitigen geändert.
Am 12. Juni 2020 wurde das Dorf ein Teil der neugegründeten Stadtgemeinde Biloserske, bis dahin war sie ein Teil der Landratsgemeinde Nowowodjane (Нововодяне) als im Norden des ihn umschließenden Rajons Dobropillja lag.
Seit dem 17. Juli 2020 ist sie ein Teil des Rajons Kramatorsk.